# AMO Kultur- und Kongreßhaus

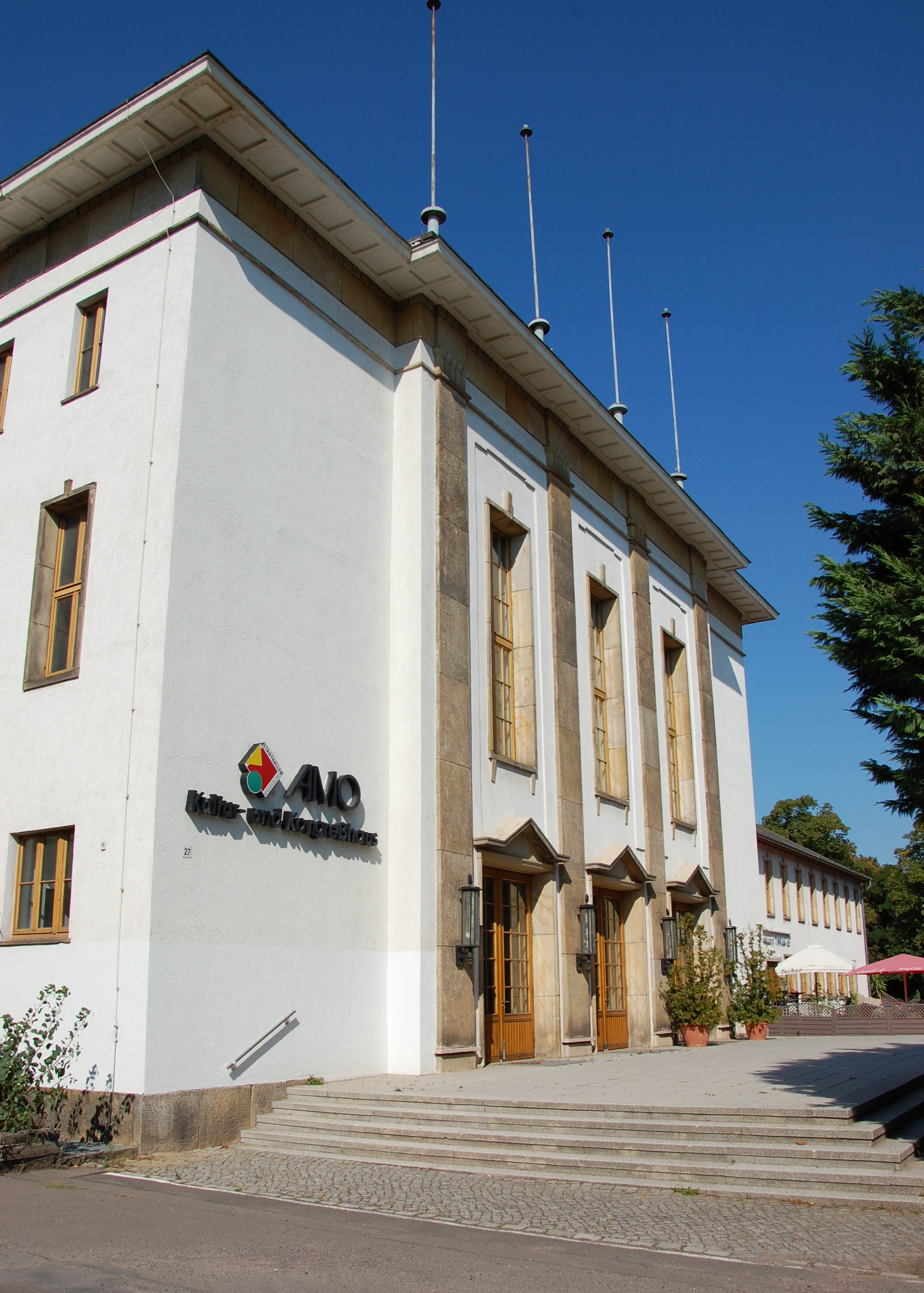
AMO – Haupteingang, 2013

Das AMO Kultur- und Kongreßhaus ist ein denkmalgeschütztes Veranstaltungshaus in Magdeburg in Sachsen-Anhalt.

## Lage

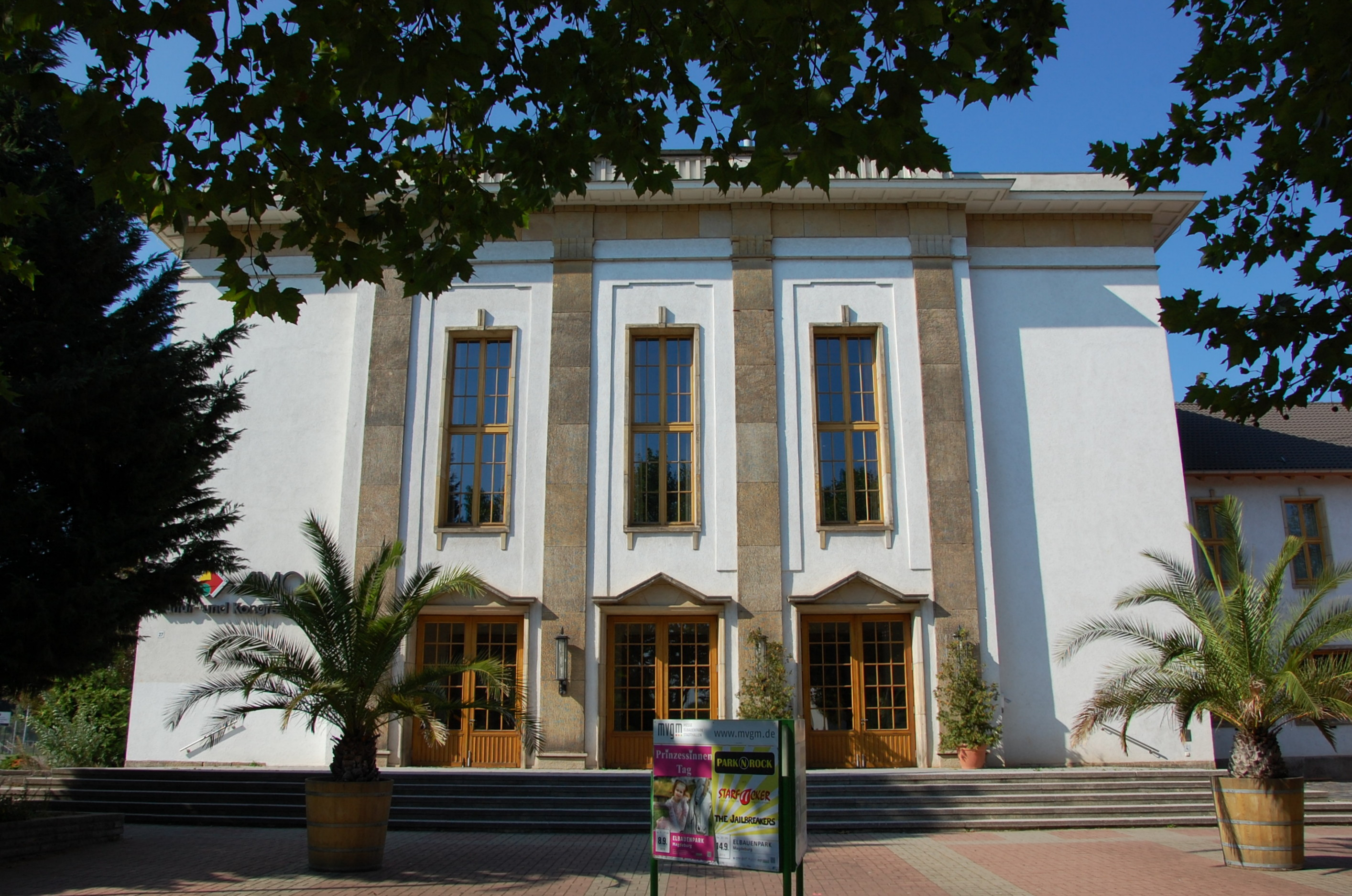
AMO – Haupteingang – Frontansicht, 2013

Es befindet sich im südlichen Teil der Magdeburger Altstadt an der Adresse Erich-Weinert-Straße 27. Betrieben wird das Haus durch die im Eigentum der Stadt Magdeburg stehende Messe- und Veranstaltungsgesellschaft Magdeburg GmbH (MVGM). Etwas weiter westlich steht das Haus Junger Talente.

## Ausstattung
Das häufig nur kurz als AMO bezeichnete Haus verfügt über einen großen Saal mit einer Fläche von 700 m², der je nach Art der Bestuhlung Platz für bis zu 710 Menschen bietet. Ohne Bestuhlung gibt es 1673 Stehplätze. Darüber hinaus gibt es weitere Räume, so einen kleinen Saal (200 Stehplätze), die Bördestube (99 Sitzplätze), den Salon Magdeburg (50 Sitzplätze) und Tagungsräume.
Im Erdgeschoss befindet sich das griechische Restaurant „Troja“, das über einen separaten Zugang zu erreichen ist.

## Architektur

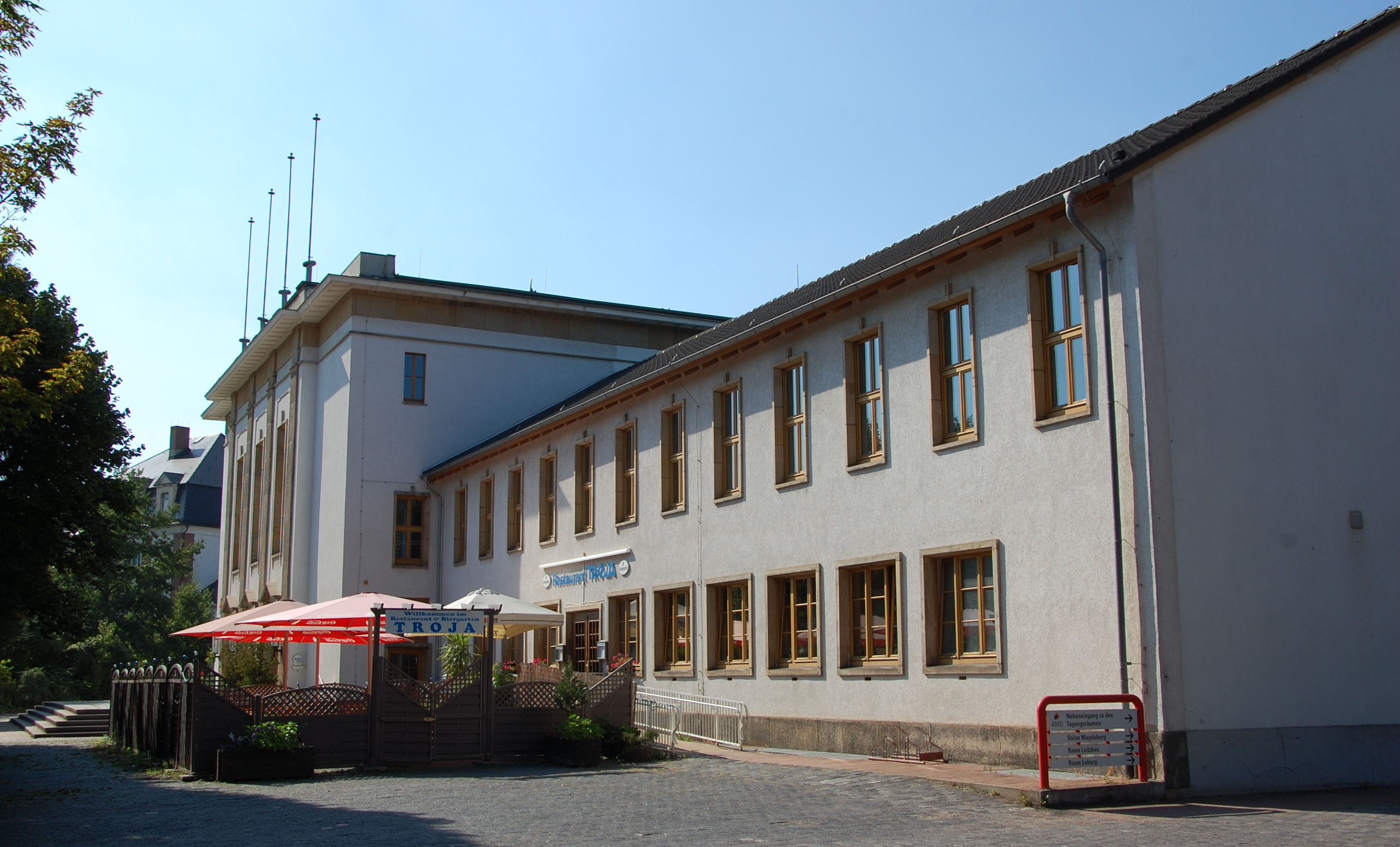
Blick von Osten

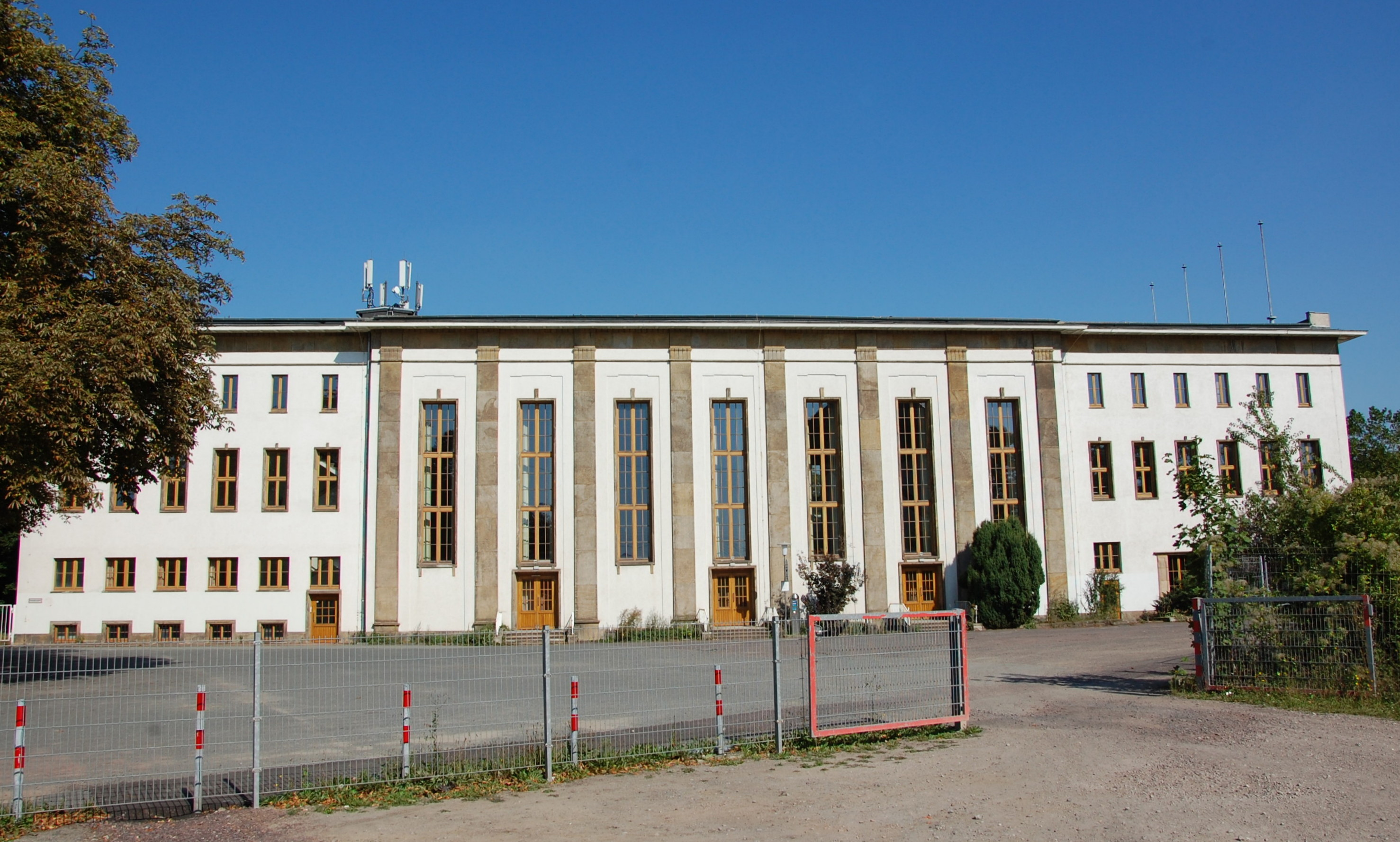
Westseite

Das AMO wurde 1950/51 im Stil des Neoklassizismus für die Magdeburger Industriebetriebe Krupp-Gruson, Buckau-Wolf, Otto Gruson, Maschinenbau Mackensen und Gerätebau Schönebeck mit einem Aufwand von 2,5 Millionen DM errichtet.
Die Planung des Hauses erfolgte durch die Architekten Gustav Pohl und Hermann Gspann. Es entstand ein monumentaler verputzter Bau. Die Fassade des mit einem flachen Dach bedeckten Gebäudes ist streng durch Achsen gegliedert, eine Gliederung, die an Bauten des Barock erinnert. In Details ist auch ein Einfluss des Art déco zu finden. Fenster und Türen des AMO sind von Werkstein umrahmt. Auch das schlichte Kranzgesims ist aus Werkstein gearbeitet. In der Osthälfte der südlichen Fassade befindet sich ein die Erscheinung des Gebäudes dominierender dreiachsiger Risalit. In den drei Achsen sind die drei Haupteingangsportale des Hauses integriert, die in die Eingangshalle führen. Oberhalb der mit Doppeltüren versehenen Portale befinden sich hohe Fenster. Das Dach kragt vor und trägt eine Balustrade, auf der sich vier Fahnenmasten befinden. Vor dem Eingangsbereich befindet sich ein Podest, zu dem eine breite fünfstufige Treppe führt.
Die seitliche Fassade ist ähnlich der Frontfassade gestaltet. Auch hier befinden sich drei Eingänge und hohe Saalfenster. Auf der Westseite grenzt ein einfach gestalteter zweigeschossiger Seitenflügel an. Er wird von einem Satteldach bedeckt.
Der im Inneren des Gebäudes ursprünglich als Ballettsaal genutzte Raum ist mit Wandmalereien versehen.
Das Gebäude gilt als kunsthistorisch, aber auch industrie- und stadtgeschichtlich bedeutendes Beispiel für die Architektur des Übergangs von der sowjetischen Militärverwaltung zur DDR. Die Planung erfolgte dabei noch, bevor in der Architektur der DDR die Nationalen Traditionen in den Mittelpunkt gerückt wurden. Im Denkmalverzeichnis des Landes Sachsen-Anhalt ist das Kulturhaus unter der Erfassungsnummer 094 06167 als Baudenkmal verzeichnet.
Umgeben ist das Haus von einer Parkanlage, die aus einem zur Festung Magdeburg gehörenden Glacis hervorgegangen ist. In die Parkanlage ist auch der nordwestlich gelegene Friedrich-Ludwig-Jahn-Sportplatz integriert.

## Geschichte

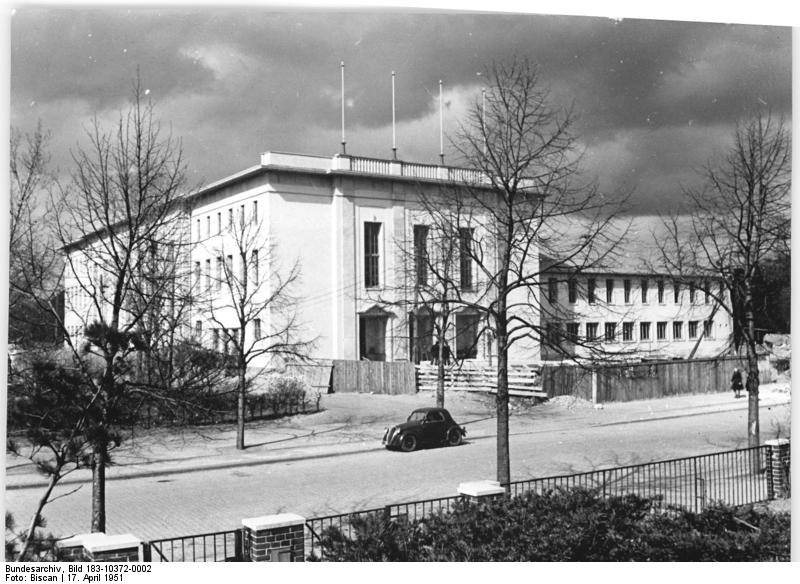
April 1951

Anlässlich des 34. Jahrestags der Oktoberrevolution wurde das im Mai 1951 weitgehend fertiggestellte Haus am 7. November 1951 als Ernst-Thälmann-Kulturhaus durch den Generaldirektor Ossipow offiziell eröffnet.
Die Betriebe waren zu diesem Zeitpunkt Teil der sowjetischen Industrievereinigung AMO, in der die sich mit Maschinenbau befassenden Sowjetischen Aktiengesellschaften zusammengefasst waren. Hieraus ergab sich der dann bis heute gebräuchliche Name des Hauses. Die auch in der DDR wenig geläufige Abkürzung AMO gab häufiger Anlass zu Spekulationen um ihre Bedeutung. So finden sich auch unrichtige Annahmen, der Name bedeute Administrative oder Allgemeine Militärorganisation. Das ab 1987 im SKL tätige untergetauchte RAF-Mitglied Inge Viett kritisierte in ihrer 1997 erschienenen Autobiografie, das Kulturhaus hätte 1990 im Zuge einer Privatisierung den Namen AMO mit der Bedeutung Am Markt Orientiert erhalten.

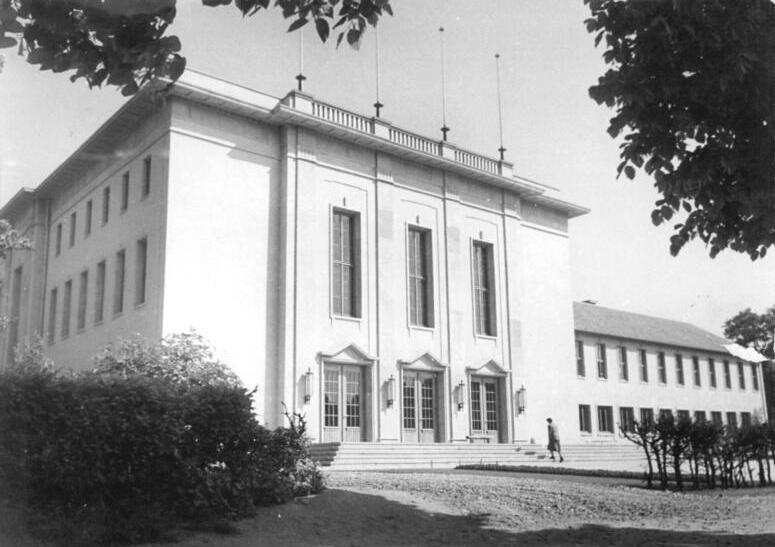
AMO im Jahr 1953

Das Haus entwickelte sich in der Zeit der DDR zum meistbesuchten Kulturzentrum Magdeburgs. Neben Kultur- und Vergnügungsveranstaltungen fanden im Gebäude auch viele offizielle und propagandistische Veranstaltungen statt. Bereits im Jahr 1952 wurde kritisiert, dass mit 22 Tagungen und Konferenzen allein im Monat August der übrigen Kulturarbeit aus Zirkeln, Vorträgen und Volkskunst zu wenig Raum bliebe. Am 3. September 1952 empfing der Magdeburger Oberbürgermeister Philipp Daub den Präsidenten der DDR, Wilhelm Pieck, im Haus. Am 27. August 1953 trat der Bezirkstag des Bezirkes Magdeburg im Kulturhaus zu einer Sondersitzung zusammen. Es redeten der FDGB-Vorsitzende Herbert Warnke und Alois Pisnik (SED). Der Bezirkstag tagte häufiger im AMO. Aber auch Tagungen wie eine Delegiertenkonferenz der Deutschen Volksbühne mit Walter Maschke fanden im AMO statt.

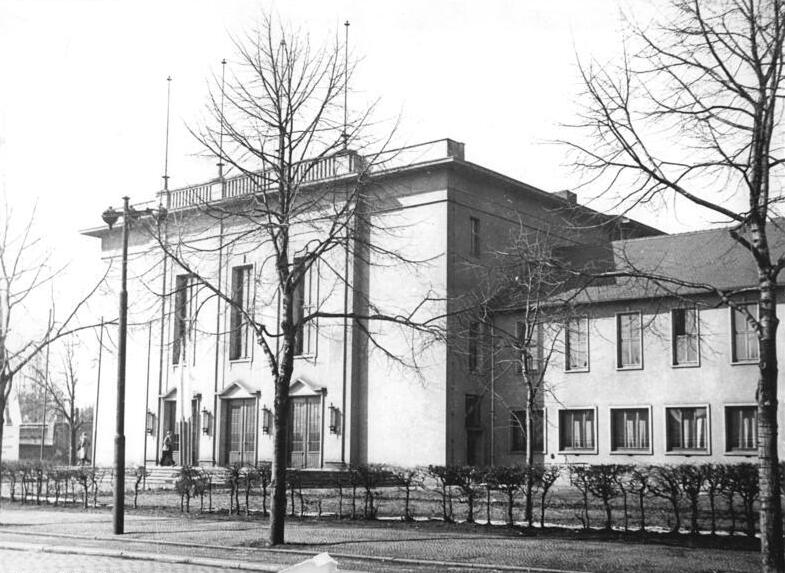
AMO, 1955

Im August 1957 besuchten Nikita Chruschtschow und Walter Ulbricht das AMO. Überliefert ist, dass beide hier so schnell aßen, dass die Bedienung die anderen Gäste noch nicht fertig bewirtet hatte, als die beiden ihr Essen beendeten. Da Chruschtschow und Ulbricht dann schnell zum Aufbruch drängten, mussten die weiteren Gäste überstürzt aufbrechen. Am 22. Dezember 1965 wurde im Haus der 1. FC Magdeburg gegründet. Eine am 1. Mai 2023 enthüllte Gedenktafel rechts des Haupteingangs erinnert hieran. Auf dieser Gedenktafel (bzw. Gedenkplakette) wurde das Gebäude fälschlich als „Ernst-Thälmann-Klubhaus“ bezeichnet. Offiziell trug es seit der Einweihung am 7. November 1951 damals jedoch den Namen „Ernst-Thälmann-Kulturhaus“.
Auch in der Zeit nach der politischen Wende des Jahres 1989 blieb das AMO ein wichtiger Ort für Kultur- und Konzertveranstaltungen. Für das zwischenzeitlich dem SKET angegliederte Haus bestanden 1991 seitens der Treuhandanstalt Pläne einer Privatisierung, die auf breite Kritik trafen. Neben dem Ministerpräsidenten des Landes Sachsen-Anhalt, Werner Münch (CDU) sprachen sich auch der DGB-Landesvorsitzende Jürgen Weißbach und die Magdeburger Stadtverordnetenversammlung gegen eine Privatisierung und für einen Erhalt als Kultureinrichtung aus.
Tatsächlich gelangte das AMO letztlich in das Eigentum der Stadt Magdeburg. Bekannt ist es auch weiterhin als Ort für unterschiedlichste Veranstaltungen und Konzerte. Beispielhaft sind Auftritte von Gruppen wie Rosenstolz, Ich + Ich und Unheilig zu nennen. Das AMO war auch Ort für Parteitage und politische Veranstaltungen. So trat zur Landtagswahl in Sachsen-Anhalt 1998 der spätere Bundeskanzler Gerhard Schröder auf einer Wahlkampfveranstaltung der SPD auf. Während einer Wahlveranstaltung der FDP mit Cornelia Pieper, Wolfgang Gerhardt und Klaus Kinkel kam es zu einem Zwischenfall, als sich während einer Rede Cornelia Piepers, nachdem sie im Falle eines Wahlerfolgs ein Feuerwerk im Landtag angekündigt hatte, ein Vorhang des AMOs entzündete.

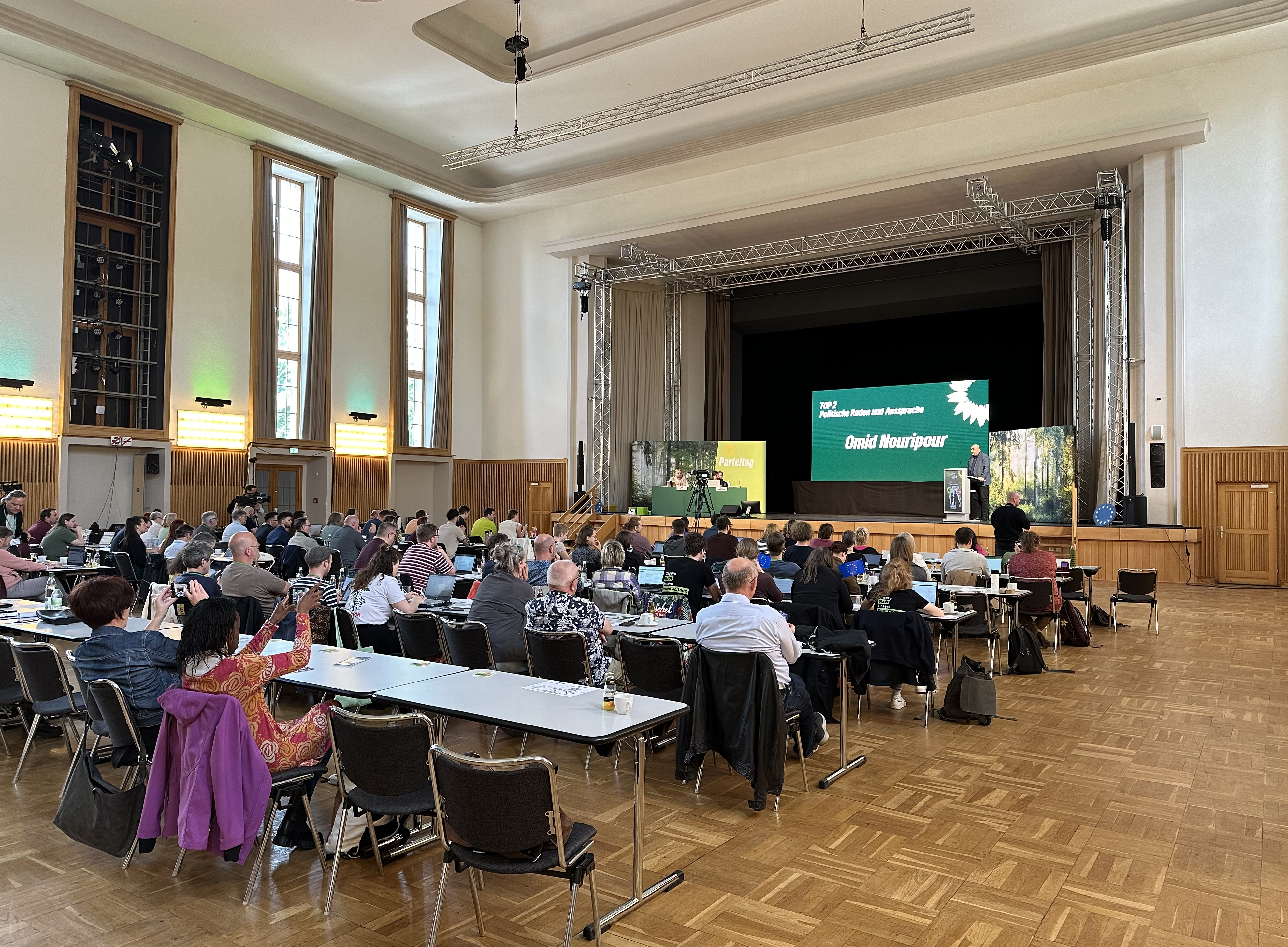
Großer Saal während einer Rede Omid Nouripours während eines Landesparteitags von Bündnis 90/Die Grünen im Jahr 2024

Im Zuge der Sitzung des Magdeburger Stadtrates vom 4. Juli 2013 wurde für die Öffentlichkeit überraschend bekannt, dass die Magdeburger Stadtverwaltung eine Schließung und einen Abriss des Hauses erwägt. Stadtrat Olaf Meister (Bündnis 90/Die Grünen) hatte beantragt, eine entsprechende von der Stadtverwaltung für den nichtöffentlichen Teil der Stadtratssitzung vorgesehene Drucksache im öffentlichen Teil zu behandeln. Oberbürgermeister Lutz Trümper zog daraufhin die Drucksache zunächst zurück. Am 5. September 2013 wurde vom Oberbürgermeister eine neue, diesmal öffentliche Drucksache in den Stadtrat eingebracht, in der nur eine Kündigung eines entsprechenden Nutzungsvertrages zum 31. Dezember 2014 und damit die Schließung des AMOs beantragt wurde. Die Ratsfraktionen der Linken und von Bündnis 90/Die Grünen sprachen sich in Presseerklärungen gegen die Schließungspläne aus. Mit 25 Stimmen vor allem von Bündnis 90/Die Grünen, FDP und Linken wurde gegen 24 Stimmen von CDU und SPD knapp die Kündigung des Nutzungsvertrages im Stadtrat abgelehnt.
Es folgte eine Ausschreibung, um das AMO aus der MVGM herauszulösen und zukünftig privat zu betreiben, diese blieb aber erfolglos. Zwei Bewerber zogen ihr Übernahmeangebot zurück. Eine dritte Bewerbung, die die Umwandlung in eine Schule beabsichtigte, entsprach nicht den Ausschreibungsbedingungen. Der Oberbürgermeister lenkte daraufhin ein und schlug nun ebenfalls einen Weiterbetrieb durch die MVGM vor. 2016 bezeichnete die Geschäftsführung der MVGM das Projekt der Wiederbelebung des AMO als Erfolgsgeschichte. Es war gelungen, im Jahr 2015 die Zahl der Veranstaltungen fast zu verdoppeln und die Besucherzahlen zu steigern. Es erfolgten Investitionen in Bühnentechnik, Foyer, Ausstattung, Fenster, Sicherheitsanlagen sowie Küchen- und Personalräume. Trotzdem war eine Weiterbetreibung zunächst nur bis 2019 vorgesehen. In einer Drucksache wurde dem Stadtrat 2019 vorgeschlagen, eine weitere Fristverlängerung bis 2024 vorzunehmen und dann über den Weiterbetrieb neu zu entscheiden. Der Stadtrat beschloss am 5. Dezember 2019 auf einen Änderungsantrag der Ratsfraktion Grüne/future, mit den Stimmen von Grüne/future, Linke und SPD, jedoch darüber hinausgehend, die Befristung aufzuheben und das AMO dauerhaft weiter zu betreiben.